# Бискупский, Ксаверий Андреевич
Ксаверий Андреевич Бискупский (28 ноября 1795, Слободско-Украинская губерния — сентябрь 1857, с. Подолянка (Романовка), Богодуховский уезд, Харьковская губерния, Российская империя) — русский офицер, подполковник, ветеран Отечественной войны 1812 года. Один из участников партизанского движения во время Отечественной войны 1812 года.

## Биография
Из дворян Харьковской губернии. Помещик. В 1803 году поступил на службу в Польский уланский полк, через два года стал корнетом. Сражался в Аустерлицком сражении 1805 года. Участвовал в Войне четвёртой коалиции.
Участник Финляндской кампании, отличился в целом ряде сражений. Во время Отечественной войны 1812 года служил в партизанских отрядах А. С. Фигнера и А. Н. Сеславина, действовавших в тылу французской армии на территории России. В течение 1812—1814 годов участвовал в около 100 сражениях.
В 1817 году вышел в отставку из-за ран в чине подполковника.
С 1818 по 1826 год К. Бискупский служил по гражданской части в Кронштадте, затем три года в Одессе и после этого поселился в своём имении. Слыл за человека весьма образованного по своему времени и оставил обширные мемуары «Письма полковника К. А. Бискупского».
В 1830-е годы жил в своём имении в с. Подолянка (Романовка) в Богодуховском уезде Харьковской губернии, где и умер.

## Семья
В январе-марте 1818 года женился на Варваре Васильевне Белогрудовой. Дети, родившиеся в браке:
- Пётр (1818) — штабс-ротмистр,
- Андрей (1821),
- Василий (1825) — майор,
- Дмитрий (13.08.1827),
- Константин (11.08.1834) — генерал-лейтенант,
- Виктор (05.10.1838) — действительный тайный советник, в 1896—1899 годах — вице-губернатор Томской губернии; его сын — Василий Викторович (1878—1945),
- София (04.12.1829),
- Юлия (01.05.1840).